# Doom 64
Doom 64 es un videojuego de disparos en primera persona desarrollado y publicado por Midway Games para Nintendo 64 en 1997. Este videojuego pertenece a la serie de videojuegos de shooter en primera persona Doom. En un principio se lanzó exclusivamente para la Nintendo 64 pero se lanzó para PlayStation 4, Xbox One y PC y luego se relanzó para Nintendo Switch, como una mejora en varios aspectos a la versión original basada en las anteriores videoconsolas.

## Trama
Tras la conclusión de la serie original Doom, el único Marine que sobrevivió a los horrores del Infierno volvió a la Tierra, recuperándola de la invasión que casi erradicó a la raza humana. Los demonios aún permanecían dentro de los pasillos y complejos abandonados de Fobos y Deimos. Como un último esfuerzo, los militares decidieron bombardear las lunas con radiación extrema con la esperanza de matar a los demonios restantes. Fue inicialmente exitoso, sin embargo, algo sobrevivió a la exposición. La radiación bloqueó los sensores militares y permitió que algo pasara por delante de ellos sin ser detectados. Esta misteriosa entidad, que posee la capacidad de resucitar a cualquier demonio que encontró, recreó toda la horda demoníaca y la hizo más fuerte que nunca. Se ordenó a una fuerza de ataque Marine contener los ejércitos que avanzaban del Infierno, pero fueron asesinados sin piedad en cuestión de segundos. El personaje del jugador es el único superviviente de este grupo.

## Diferencias respecto de sus antecesores
Doom 64 sufre un gran cambio en cuanto a la ambientación del juego, los niveles se tornan en general más oscuros y las texturas son diferentes casi en su totalidad.
Los enemigos también lucen un cambio de apariencia con un aspecto más moderno y terrorífico; por ejemplo, el Cacodemonio luce una piel más marrón y cuenta con dos pequeños brazos con grilletes, mientras que el Dolor Elemental luce otro tono de piel, además de tener dos bocas a lado y lado de su cabeza y una curiosa mata de pelo. Se incorpora la variante espectral del diablillo (Imp) y el ataque de bolas de plasma que arrojan los Barones y los Caballeros Infernales se distingue por sus respectivos colores (rojo y verde). El mismo rediseño se aplicó para las armas, y el resto de objetos dispersos en los escenarios, como las Megaspheres en las que veremos la imagen del Marine con casco en lugar del rostro del Mancubus o las llaves de colores, que lucen en esta ocasión como pequeñas calaveras.
Se implementa el uso de cámaras ubicadas en algunos niveles que son utilizadas normalmente para mostrar alguna habitación secreta.
Se incluye en algunos niveles, el uso de proyectiles en forma de flechas que se disparan al momento de pasar a través de algún pasillo o puerta causando en varias ocasiones un daño considerable. De igual manera, algunos objetos como las esferas azules (Supercharge o también conocidas como Soulsphere), armaduras entre otros objetos se encontrarán en sitios aleatorios que puedan activar por desprevención del jugador una variedad de trampas tales como techos que aplastan hasta matar al héroe, o boquillas por las que saldrán disparados misiles teledirigidos. Otras trampas tienen como efecto la invocación inmediata de monstruos en oleadas.
Se agregaron tres nuevos objetos que son unas llaves especiales de diferentes colores (azul, amarillo y magenta) con aspecto de macho cabrío, que tendrán como finalidad potenciar el Unmaker y además ser de utilidad en el último nivel del juego.
Así mismo, dicho artilugio es un arma de origen desconocido y aspecto demoníaco que dispara un láser y utiliza la misma munición del Plasma Rifle o la BFG9000. La particularidad de esta arma es que puede ser potenciada por las tres llaves especiales con las que aumentará su capacidad de disparo. Al contar con todas ellas, se tornará más rápida y lanzará tres disparos simultáneos que causarán gran daño a cualquier enemigo que se cruce por delante. Según algunas fuentes, la Unmaker fue un arma contemplada desde el primer Doom pero acabaría siendo descartada esta idea; no se sabe hasta ahora si tendría las mismas características en cuanto a forma de disparar y munición.

## Desarrollo
Midway iba a nombrar inicialmente el juego con el título de "The Absolution", pero más tarde el nombre fue cambiado a "Doom 64" para el reconocimiento de la marca, reutilizando el nombre de "The Absolution" para el último nivel del juego. Midway quería incluir a todos los demonios de las anteriores entregas así como algunos niveles extra al final del juego, pero los plazos y las limitaciones de la memoria del cartucho de Nintendo 64 hizo pedazos los niveles y dejar unos pocos demonios fuera del juego (Former Commando, Revenant, Arch-Vile y Spider Mastermind).
La música y los efectos de sonido fueron compuestas por Aubrey Hodges, quien también compuso la música y los efectos de sonido del videojuego Doom que llegó un tiempo antes a PlayStation. En esta ocasión, se deja de lado estilo heavy metal que caracterizaba a las bandas sonoras de las dos entregas anteriores por un estilo más enfocado al Dark Ambient, lo que suma enteros a un tono más tenebroso y desolador, presente en cada uno de sus niveles.
El equipo original de Doom 64 estuvo trabajando en una posible segunda parte del juego, titulada "Doom 64 2", no mucho después de que el primer juego saliera al mercado. No obstante, decidieron dejar de lado el proyecto debido a que el motor gráfico del juego estaba anticuado y los jugadores prestaban más atención a Quake y otros shooters más modernos.

## Relanzamiento
Bethesda Softworks anunció un relanzamiento de Doom 64 para Nintendo Switch en un Nintendo Direct el 4 de septiembre de 2019, que se lanzaría el 22 de noviembre de 2019 con Nightdive Studios a cargo del port. El 8 de octubre de 2019, el relanzamiento se retrasó hasta el 20 de marzo de 2020, junto con Doom Eternal. El relanzamiento de Doom 64 se incluirá como un bono de pre-pedido de todas las versiones de Doom Eternal. El 10 de marzo, se anunció que se agregará un capítulo de epílogo adicional donde el jugador se enfrentará a la hermana de la Madre Demonio. También se implementarán controles de movimiento para las versiones Switch y PS4.
| Predecesor: Doom II | Doom 64 | Sucesor: Doom 3 |